# 桜野裕己
桜野 裕己（おうの ゆうき、1984年1月14日 - ）は、日本の俳優。本名および旧芸名は渡辺 俊彦（わたなべ としひこ）。

## 来歴・人物
東京都板橋区出身。
2001年度大正大学ミスターコンテストでグランプリを受賞。仏教学科出身である。トップコートの育成機関・Artist★Artist出身。フリーランスで活動した後、2008年よりハルク・エンタテイメントに所属。2009年3月21日、芸名を桜野裕己に改名した。
2014年10月14日、自身のブログにて「今の業界から退くことを決意いたしました」と、芸能界からの引退を表明した。
身長174cm、体重63kg。血液型O型。特技はカポエイラ、壁蹴り宙返り、料理。

## 出演

### テレビドラマ
- シンデレラになりたい!（2006年3月18日、TBS）
- 花ざかりの君たちへ〜イケメン♂パラダイス〜（2007年7月 - 9月、フジテレビ）今宮昇 役
  - 花ざかりの君たちへ〜イケメン♂パラダイス〜卒業式＆7と1/2話スペシャル（2008年10月12日）
- 正義の味方 第1話（2008年7月、日本テレビ）
- 土曜プレミアム 戦場のメロディ（2009年9月12日、フジテレビ）猪俣 役
- 探偵Xからの挑戦状! Season2「殺人トーナメント」（2009年11月、NHK）村越光昭 役
- 新撰組PEACE MAKER（2010年1月 - 3月、毎日放送）
- 闇金ウシジマくん 第6話（2010年11月、毎日放送）
- 桜蘭高校ホスト部 第4話（2011年8月12日、TBS）男子生徒 役
- QP 第4話（2011年10月26日、日本テレビ）金城勝利 役
- 私立バカレア高校 第7・8話（2012年5月26日・6月2日、日本テレビ）男子生徒 役

### 映画
- ラストゲーム 最後の早慶戦（2008年）
- クローズZERO II（2009年）筒本の手下 役
- TAJOMARU（2009年）
- ガチンコ 喧嘩上等（2010年）鶴巻祐一 役
- 劇場版 私立バカレア高校（2012年）菊高生徒 役
- クローズEXPLODE（2014年）五島劣闘西島 役

### オリジナルビデオ
- くまのヤーさん（2009年）
- 喧嘩番長 フルスロットル（2009年）袴田毅 役
- ガチヤン ヤン女・美優 天上天下唯我独尊篇（2010年）タカシ 役
- タイマン（2010年）鬼島翔 役
- ヒロミくん!全国総番長への道（2012年）京極 役

### ネットムービー
- 琴乃、あいださくらのガチヤンエロボディがヤリまくる究極淫乱合戦（2010年/2018年）タカシ役[9]

### 舞台
- 暴虐な転び方（2008年）
- 咲かせ続ける花（2009年）
- ロイヤルホ☆ト（2010年）獅子丸 役
- レミニッセンス（2010年）
- ロイヤルホ☆ト2011（2011年）獅子丸 役
- VAMPIRE HUNTER（2011年）サンクティオ 役
- どんでん（2012年）銀将 役
- 出来ちゃった（2012年）主演 沢田海斗 役
- 素敵なウェディングプランナー 〜幸せの香り〜（2012年）皆上淳也 役
- 朗読☆男子〜春の朗読週間（2013年）織田ノブ郎 役

### CM
- ロート製薬「パンシロン」